# Хришћанство у Ираку
Хришћанство у Ираку се појавило у 1. веку, за чију појаву су заслужни апостоли Тома и Тадеј и њихови ученици Агаг и Мари. Хришћанска заједница у Ираку спада међу најстарије у свету. Претежну већину ирачког хришћанског становништва чине Асирци који говоре источним арамејским језиком, али постоји и знатна мањина Јермена. Каладејски католици су, такође, бројна хришћанска деноминација у Ираку.
Број хришћана у Ираку 2003. године био је око 1,5 милиона, што је представљало 5% укупног ирачког становништва. Број хришћана 1987. био је 1,4 милиона, када су чинили 8% укупног становништва. Након рата у Ираку процењује се да је број хришћана спао на 450 000 до 2013, док неки говоре о бројци од 200 000. Хришћани претежно живе у Багдаду, Басри, Мосулу и Киркуку, те асирским градовима и регионима, као што су Нинивска горе на северу земље.

## Хришћанске заједнице

### Асирске цркве источног обреда
Већина ирачких хришћана припада огранку сиријског хришћанства, чији су следбеници главнином Асирци.
- Асиријска црква Истока
- Древна црква Истока
- Сиријска оријентално-православна црква
- Сиријска католичка црква
- Халадејска католичка црква

### Цркве јерменског обреда
Припадници јерменских цркви у главнини су Јермени.
- Јерменска апостолска црква
- Јерменска источнокатоличка црква

### Друге цркве
Следбеници других цркви већином су Арапи и Курди.
- Антиохијска патријаршија
- Мелкитска гркокатоличка црква (грчког обреда)
- Римокатоличка црква (латинског обреда)
- Разне протестантске цркве

## Историја
Хришћанство су у Ирак у 1. веку донели Тома и Тадеј и њихови ученици Агаг и Мари. Хришћанска заједница Асираца источног арамејског језика је међу најстаријим у свету.
Асирци су прихватили хришћанство у 1. веку. Асирија је постала средиште православног хришћанства и сиријске књижевности од 1. века до средњег века.
410. године цар Издигерд I дозволио је ирачким хришћанима да оснују црквени сабор. Овај сабор окупио је све епископе Сасанидског царства. Епископ Селевкије изабран је за архиепископа.
424. године Асиријска црква Истока добила је аутокефалност у односу на Антиохијску патријаршију. У 5. веку, град Ктесифон је постао веома важан центар Несторијанизма. Мисионари из Ктесифона превели су у хришћанство многе народе дуж Пута свиле: Рага, Мараканда, Ариа и Маргиана. 635. године, велики број хришћана, као резултат њихове мисије појавио се и у Кини
У 6. веку у северном Ираку појавили су се Јаковити. Они су населили периферију Мосула.
766. године седиште патријарха пресељено је из Ктесифона у Багдад. До почетка 12. века. црква је имала 25 митрополија и најмање 146 епископа, који су се са патријархом на челу сваке године окупљали на Епархијском сабору у Багдаду. Значај за целу хришћанску цркву има светитељ Исак Сирин са ових простора.
У првим вековима након исламског освајања, асирски учењаци и лекари имали су утицајан положај у Ираку, но од 13. века до данас, асирски хришћани били су жртве верског и етничког прогона, али и бројних покоља. Северни Ирак био је доминантно насељен Асирцима, хришћанима који су говорили источни арамејски језик, све до Тимурових разарања крајем 14. века. Асиријска црква Истока своје корење има у данашњој југоисточној Турској и Асуристану (Сасанидски Асирија). Крајем 13. века постојало дванаест несторијанских жупа у појасу од Пекинга до Самарканда. Када је Тимур заузео Персију, Месопотамију и Сирију, хришћански народ је био десеткован. Тмиур је у Тикриту обезглавио 70.000 асирских хришћана, а затим још 90.000 у Багдаду.
У 17. веку почело је ново раздобље када је емир Афрасијаб од Басре допустио Португалцима да изграде цркву ван града. Проглашењем ирачке независности 1933. године, ирачка војска спровела је велики покољ у Симеу над Асирцима који су подржавали британску колонијалну управу.
На последњем попису становништва 1987, у Ираку је било 1,4 милиона хришћана. Живели су под верском толеранцијом у време режима Садама Хусеина. Тарик Азиз, хришћанин, био је његов заменик. Но, Садамов режим спроводио је етнички прогон над неарапским хришћанским становништвом, чију су главнину чинили Асирци источног арамејског језика (такође звани и Калдоасирци). Писање на асирско-арамејском језику било је забрањено, а давање сирских хришћанских и акадских имена било је забрањено (право име Таркиза Азиза било је Михаил Јухана). Садам је такође злоупотребљавао верске разлике међу асирским хришћанима, између Калдејски, Асиријске цркве Истока, Сиријске оријентално-православне цркве и Древне Цркве. Преко две хиљаде Асираца били су жртве етничког чишћења из својих градова и села у време кампање ал-Анфал 1989. године.
Пре Заливског рата 1991, у Ираку је било око милион хришћана. Баасистички режим Садама Хусеина држао је противхршћанско насиље под надзором, али је спроводио програме пресељења. Претежно народно и језично различити, Асирци су били присиљени идентификовати се као Арапи. Током рата у Ираку 2003, број хришћана спао је на око 800 000.

## Период након Садамовог свргавања
УНХЦР је 21. јуна 2007. претпоставио је да је 2.200.000 Ирачана било расељено у суседне државе, а велика већина њих били су хришћани. Два милиона намерно су расељења, а приближно 100 000 Ирачана бежало је у Сирију или Јордан месечно. Након инвазије на Ирак 2003, порасло је насиље против хришћана. Постали су жртве отимања, мучења, бомбашких напада и убијања. Неки хришћани били су присиљени да пређу у ислам под претњом убиства или протеривања.
Само је Ал Каида је од 2003. до 2011. напала више од 60 цркава; у августу 2004. у бомбашким нападима у време недељне службе нападнуто је седам цркава а погинуло је 18 хришћана (догађај је познат као „Крвава недеља“); у октобру 2006. исламисти су одрубили главу и удове монофизитском свештенику; у јуну 2007. у цркви су убијени секретар халдејског архиепископа и још тројица хришћана; у јануару 2008. извршени су координирани напади на девет цркава у Багдаду, Мосулу и Киркуку; у фебруару 2008. убијен је халдејски архиепископ Павле Фараџ Рах; у априлу 2008. убијен је још један монофизитски свештеник, а у фебруару 2010. у двонедељним нападима на хришћане у Мосулу погинуло је најмање 18 хришћана; у октобру 2010. исламисти су упали на недељну мису у Багдаду, заточили 100 хришћана а потом активирањем бомбе убили 58 и ранили десетине верника у цркви.